# Casa Toninello
La casa Toninello è un piccolo edificio ad appartamenti di Milano situato in via Perasto al civico 3, nel quartiere dell'Isola.
Costruita dal 1933 al 1935 su progetto degli architetti Pietro Lingeri e Giuseppe Terragni, costituisce pur nella sua modestia un esempio interessante di architettura razionalista applicata ad un tema ordinario.

## Storia
Commissionata da Cesare Toninello (1879-1937), imprenditore che aveva fatto fortuna nell'ambito del lavaggio e dello stiraggio dei colletti inamidati, la casa venne costruita su progetto degli architetti Lingeri e Terragni dal 1933 al 1935, in un periodo in cui i due professionisti avevano stabilito un sodalizio professionale che li portò a progettare svariate case ad appartamenti a Milano.

## Caratteristiche
La casa occupa un lotto di limitate dimensioni (12 metri di affaccio, 28 metri di profondità) posto lungo via Perasto, e limitato lateralmente da altri lotti analoghi.
La costruzione si compone di due corpi di fabbrica (uno in fregio alla via, uno sul fondo del lotto) che delimitano un piccolo cortile interno; i due corpi sono collegati fra loro da un ballatoio che conduce al corpo scale, posto in posizione mediana lungo il limite del lotto per sfruttare adeguatamente il poco spazio disponibile.
La struttura portante è in calcestruzzo armato, con pilastri disposti in senso longitudinale che sostengono tre campate; dalla tripartizione strutturale deriva il disegno della facciata, con un gioco di avanzamenti e arretramenti compresi in un motivo a griglia, e conclusi da una cornice superiore.